# 種山石

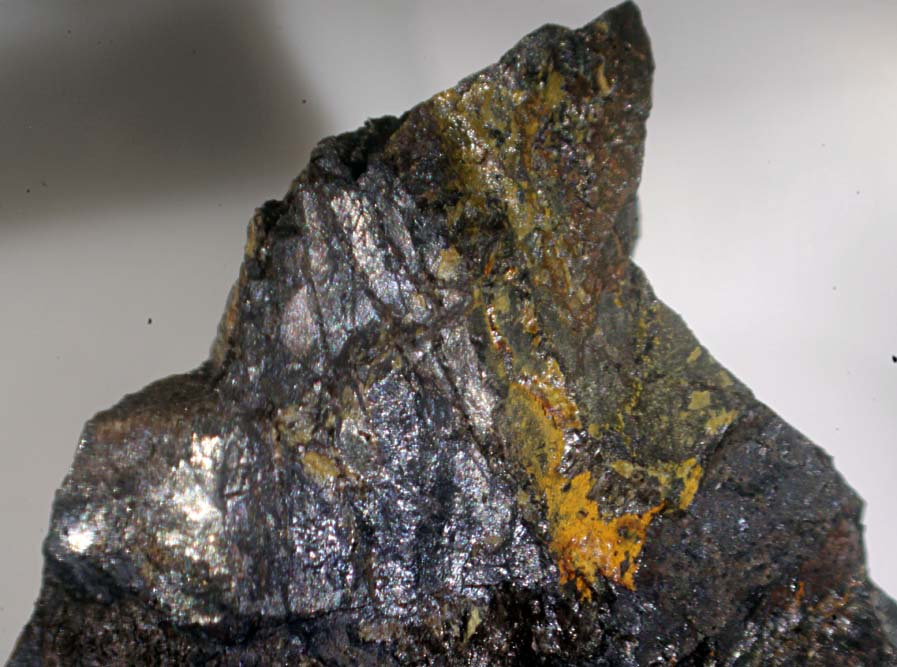
種山石の標本。黒みを帯びた部分に含まれる

種山石（たねやませき、 Taneyamalite）は、1981年に発表された日本産新鉱物で、九州大学の鉱物学者青木義和などにより熊本県の種山マンガン鉱山から、また国立科学博物館の鉱物学者松原聰により埼玉県の岩井沢マンガン鉱山から発見された。発見地の鉱山名から命名された。
化学組成は(Na,Ca)(Mn2+,Mg,Fe3+,Al)12Si12(O,OH)44で、三斜晶系。モース硬度は5-6、劈開は完全。ハウィー石 （Howieite、Na(Fe,Mn)10(Fe,Al)2 Si12O31(OH)13）の2価の鉄を2価のマンガンで置き換えた組成に相当する。黄色味を帯びた褐色透明の葉片状または繊維状の集合体として産出し、ハウィー石と固溶体を形成するため鉄を含むと黒みを帯びる。